# モンゴリアン・デス・ワーム

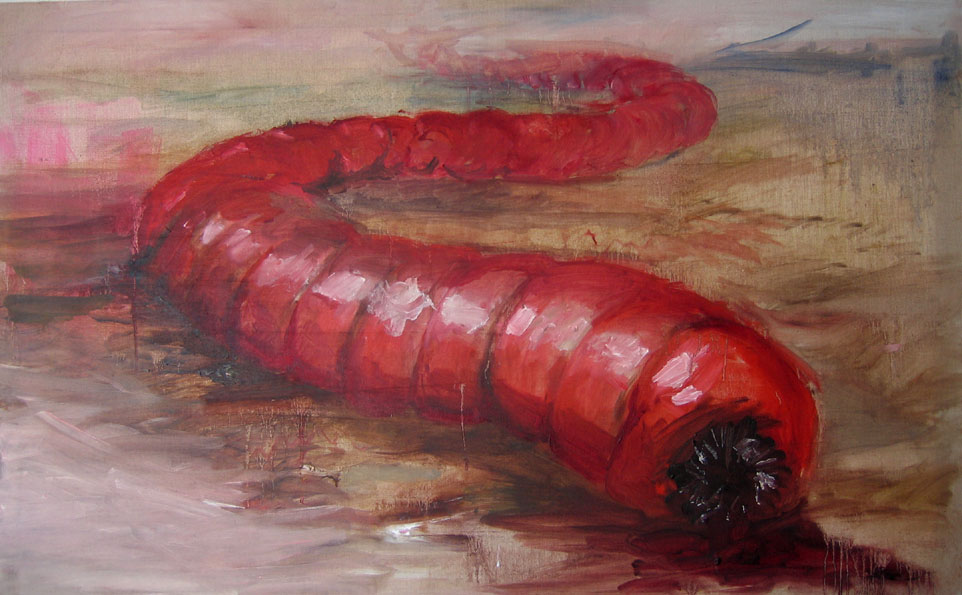
モンゴリアン・デス・ワーム

モンゴリアン・デス・ワーム（Mongolian Death Worm）はゴビ砂漠周辺に生息するといわれている、巨大なミミズやイモムシのような未確認動物（UMA）。
牛の腸に似ている事から、現地ではオルゴイホルホイ（olgoi-khorkhoi、モンゴル語: олгой-хорхой、腸虫の意）と呼ばれている。別言語ではオルゴイコルコイと呼ばれることもある。モンゴリアン・デス・ワームの捕獲例は無く、撮影された映像も存在していない。

## 初期の報告例
この未確認生物は、ロイ・チャップマン・アンドリュースの1926年の本『On the Trail of Ancient Man』に掲載されたことで初めて西洋で注目を集めた。アンドリューはこの生物をモンゴルの役人の集まりで聞いたが、その存在に納得していなかった。「出席者の誰もその生き物を見ていなかったが、彼らは皆、その存在をしっかりと信じて、詳細に説明していた」。
アンドリュースは『On the Trail of Ancient Man』で、1922年にワームについて説明したモンゴルのen:Jalkhanz Khutagt Sodnomyn Damdinbazar首相の言葉を引用している。
約2フィート(約60cm)の長さのソーセージのような形をしており、頭も足もない。非常に有毒なため、触れるだけで即死を意味する。 ゴビ砂漠の最も荒涼とした地域に住んでいる。
1932年、アンドリュースはこの情報を「'The New Conquest of Central Asia」という本に再び掲載し、「ゴビ西部の最も乾燥した砂地に住んでいると報告されている」と付け加えた。しかし、アンドリュースはその生き物の存在を信じていなかった。
1983年に蛇の一種であるタルタルサンドボア（Eryx tataricus）の標本が「オルゴイホルホーイ」を見たと主張する地元の人々に見せられ、これが「オルゴイホルホイ」と呼ばれる動物であることを確認したケースもある
。

## 形態と生態
体長は約50cmで、成虫は1.5mにも達する。体重は約9kg、体色は暗い赤色をしていると言われているが、発光するデス・ワームの目撃談も存在する。通常は地中に掘った穴の中に潜んでいるが、ゴビ砂漠に雨季が訪れる6月から7月にかけて地上に現れ、出現時に周辺のクモやヘビは姿を消すといわれている。デス・ワームはGoyoという毒性の植物の周囲を好み、Goyoの毒の成分を体内に取り込んでいる。このGoyoなる植物はオシャグジタケという寄生植物であり、毒はなく古くから薬草として珍重されてきた歴史がある。
獲物を見つけたデス・ワームは両端を跳ね上げるような仕草を見せて相手を威嚇したあと、飛びかかって毒液を吹きかける。致死性の毒液は蒸気状で黄色く、触れると酸に触れたような痛みを感じるが、7月を過ぎると毒性は大きく低下する。また、離れた相手に電撃のような刺激を与えると言われているが、動物学者イワン・マッカールはこの特性を噂話が誇張されたものだと疑問視している。
モンゴルからは他にもウィングド・サラミ（Winged salami）と呼ばれる未確認生物が報告されているが、これもモンゴリアン・デス・ワームと同じものかもしれない。

## 正体
1800年代初頭にロシアの調査隊がデス・ワームの存在を認識し、数百人がデス・ワームの毒によって死亡したと伝えられている。ソビエト連邦崩壊後、外国人によるデス・ワームの調査が活発になる。1990年から1992年にかけてチェコの未確認動物学者イワン・マッカールがゴビ砂漠南端でデス・ワームの調査を実施し、多くの目撃談を収集した。2005年に動物学ジャーナリストリチャード・フリーマンを中心とするイギリスの研究チームがデス・ワームの捜索を実施した。捜索前、フリーマンは致死性のある毒は伝説的なものとした上で、デス・ワームは実在の生物である可能性が高いとしていた。しかし、フリーマンはデス・ワームを発見できず、デス・ワームを架空の生物と結論付けたが、調査の過程では地中を掘り進む爬虫類と思われる無毒の生物も目撃された。
デス・ワームの正体としては、以下のようなものが挙げられている。
- 爬虫類[15]
- トカゲ[8]
- ミミズトカゲ[8][11]
- デスアダー[8]
- 陸生に進化したデンキウナギの一種[7]
- 巨大ミミズ[16]
- スナボア[17]